# UFC on Fuel TV 9
UFC on Fuel TV 9: Mousasi vs. Latifi（ユーエフシー・オン・フューエル・ティービー・ナイン：ムサシ・バーサス・ラティフィ）は、アメリカ合衆国の総合格闘技団体「UFC」の大会の一つ。2013年4月6日、スウェーデン・ストックホルム県ストックホルムのエリクソン・グローブ・アリーナで開催された。

## 大会概要
本大会ではゲガール・ムサシとイリル・ラティフィによるライトヘビー級ワンマッチが組まれた。
DREAMライトヘビー級王者ゲガール・ムサシ、Superior Challengeライトヘビー級王者イリル・ラティフィ、CWFCライト級・フェザー級王者コナー・マクレガー、キャリア7戦全勝のROCウェルター級王者ライアン・ラフレアーがUFCデビュー。

### カード変更
負傷などによるカードの変更は以下の通り。
- アレクサンダー・グスタフソン → イリル・ラティフィ（第13試合）

## 試合結果

### プレリミナリーカード
第1試合 ウェルター級ワンマッチ 5分3R
○  パピー・アビディ vs.  ベサム・ヨウセフ ×
3R終了 判定2-1（29-28、28-29、29-28）
第2試合 ミドル級ワンマッチ 5分3R
○  トム・ローラー vs.  マイケル・カイパー ×
2R 1:05 ギロチンチョーク
第3試合 ウェルター級ワンマッチ 5分3R
○  ライアン・ラフレアー vs.  ベン・アロウェイ ×
3R終了 判定3-0（30-27、30-27、30-27）
第4試合 フェザー級ワンマッチ 5分3R
○  コナー・マクレガー vs.  マーカス・ブリメージ ×
1R 1:07 TKO（左アッパー→パウンド）
第5試合 ウェルター級ワンマッチ 5分3R
○  アドラン・アマゴフ vs.  クリス・スパング ×
3R終了 判定3-0（30-27、30-27、30-27）
第6試合 ミドル級ワンマッチ 5分3R
○  トル・トロエン vs.  アダム・セラ ×
1R 3:11 リアネイキドチョーク
第7試合 ライト級ワンマッチ 5分3R
○  レザ・マダディ vs.  マイケル・ジョンソン ×
3R 1:33 ダースチョーク

### メインカード
第8試合 フェザー級ワンマッチ 5分3R
○  アキラ・コラサニ vs.  ロビー・ペラルタ ×
3R終了 判定3-0（30-27、30-27、29-28）
第9試合 フェザー級ワンマッチ 5分3R
○  ディエゴ・ブランダオン vs.  パブロ・ガーザ ×
1R 3:27 肩固め
第10試合 バンタム級ワンマッチ 5分3R
○  ブラッド・ピケット vs.  マイク・イーストン ×
3R終了 判定2-1（30-27、28-29、30-27）
第11試合 ヘビー級ワンマッチ 5分3R
○  マット・ミトリオン vs.  フィル・デ・フライズ ×
1R 0:19 KO（パウンド）
第12試合 ライト級ワンマッチ 5分3R
○  ロス・ピアソン vs.  ライアン・クートゥア ×
2R 3:45 TKO（左フック→パウンド）
第13試合 ライトヘビー級ワンマッチ 5分3R
○  ゲガール・ムサシ vs.  イリル・ラティフィ ×
3R終了 判定3-0（30-27、30-27、30-27）

### 各賞
ファイト・オブ・ザ・ナイト： ブラッド・ピケット vs. マイク・イーストン
ノックアウト・オブ・ザ・ナイト： コナー・マクレガー
サブミッション・オブ・ザ・ナイト： レザ・マダディ
各選手にはボーナスとして6万ドルが支給された。